# SimHealth
SimHealth: The National Health Care Simulation — компьютерная игра-симулятор, созданная студией Thinking Tools и выпущенная Maxis в 1994 году в рамках продвижения плана президента США Билла Клинтона по реформе здравоохранения США. Игра разработана только для операционной системы DOS. Игрок должен контролировать и развивать систему здравоохранения США.

## Геймплей
Игра начинается с освещения плана президента США о реформе системы здравоохранения. Под управление игрока попадает система здравоохранения, которая находится в кризисном состоянии, игрок может вводить предложенные реформы или же попытаться осуществить свои идеи. Симулятор здравоохранения приближен к максимальному реализму, что делает игру крайне сложной, учитывая, что незначительные просчёты могут привести к краху здравоохранения. Местом действия становится готовый город, внешне похожий на Вашингтон.

## Критика
Критик журнала Entertainment Weekly Бенджамин Светке дал игре оценку C-, отметив, что игра получилась невероятно сложной и скучной. За несколько часов игры в SimHealth игрок должен сделать то, что не под силу было даже Хиллари Клинтон — создать идеальную систему здравоохранения. Барри Бренезал из американского журнала Computer Shopper указал на то, что сама игра является очень серьёзной, но с первого взгляда кажется, что она похожа на SimCity 2000.